# Под колёсами любви
«Под колёсами любви» (англ. Floored by Love) — канадская мелодрама 2005 года режиссёра Дезире Лим.

## Сюжет
Фильм рассказывает две истории, действия которых происходят в Ванкувере начала XXI века. Одна об отношениях Кары и Джанет, двух девушек давно живущих вместе. У них счастливые взаимоотношения, но однажды по радио они узнают, что в принят закон, разрешающий в Британской Колумбии однополые браки. Вдохновленная, Джанет сразу же предлагает Каре регистрацию отношений. Однако Кара скептически относится к этой затее. Впереди у неё свадьба брата и должны приехать родители. Родители — консервативные китайцы. Они не знают, что их дочь лесбиянка, и Кара считает, никогда не поймут и не примут её такой. Джанет же оповещает всех о предстоящем празднике. К ней тоже приезжает мать, японка, и Джанет прямо рассказывает ей о своих намерениях. Несмотря на шок, женщина соглашается, что счастье дочери важнее всего. Мать сама звонит Каре и поздравляет с предстоящей свадьбой. Кара в ужасе. Она решила всё скрыть от своих родителей. Именно так она и поступает, когда они приезжают в гости. Кара представляет подругу как простую сожительницу, и Джанет приходится испытать минуты унижения. Не в силах мириться с таким отношением к себе, Джанет уходит от Кары. Мать Кары приходит к Джанет и рассказывает, как тяжело её дочь переживает разрыв. Каре тоже нелегко. Она решается рассказать родителям всю правду.
Вторая история — о семье, где сын-подросток недавно признался в своей гомосексуальности. Его мать — афроамериканка, а отчим — еврей. Они пытаются поддержать его, хотя попытки отца выглядят неуклюжими. Неожиданное появление настоящего отца, успешного актёра с Манхэттена вызывает напряжение в отношениях между членами семьи. Отец — открытый гомосексуалист, его раскованное поведение резко контрастирует с неловким поведением отчима и вызывает симпатии. Он решается забрать сына с собой в Нью-Йорк. Понимая, что семья может распасться, отчим вынужден предпринять смелые шаги, чтобы завоевать доверие и любовь приёмного сына.

## Актерский состав
| В ролях        |  | Персонаж |
| -------------- |  | -------- |
| Ширли Ног      |  | Кара     |
| Натали Скай    |  | Джанет   |
| Майкл Робинсон |  | Норман   |
| Трентон Миллар |  | Джесс    |
| Эндрю Маклрой  |  | Дэниел   |
| Ви Дюбуа       |  | Македа   |